# Masicera sendis
Masicera sendis là một loài ruồi trong họ Tachinidae.